# モハマド・ノル・ファルハン・ムハマド
モハマド・ノル・ファルハン・ムハマド（マレー語: Mohd Nor Farhan Muhammad、1984年12月19日 - ）は、マレーシアの元サッカー選手。元マレーシア代表。現役時代のポジションはFWもしくはMF。

## クラブ歴

### トレンガヌFA
トレンガヌFAで2006-07シーズンにサッカー選手となった。このシーズン好調であった彼はクラブ得点王を争った。

### PDRM FA
トレンガヌFAで成功したあと、PDRM FAに移籍。マレーシア・スーパーリーグ9位と云う結果を得るのに彼は貢献した。マレーシアカップのグループBではクアラルンプールFAに対し2得点し、7-0での快勝に貢献した。2009年にケランタンFAに移籍した。

### ケランタンFA
その後TチームFCを経て2012シーズンはケランタンFAに復帰した。コタバルのスルタン・モハマド4世スタジアムで行われた2012シーズンのケランタンFAの最終戦（第26節）であるサラワクFAとの一戦では、主将のモハマド・バドリ・モハマド・ラジが61分に得点した後、彼が65分と67分に得点を入れ、3-1での勝利の立役者となった。
同シーズンのピアラFAマレーシアでは、サラワクFAとの1-1で試合も終わろうかという中、彼が決勝点を挙げて勝利を齎した。この時の初めの1得点はインドラ・プトラ・マハユディンが得点していた。更に、準決勝でのプトラジャヤSPA FC戦第1試合でも活躍し3-0での勝利に貢献した。この試合での得点はオニェカチ・ンウォハとの連携によって生まれた物であった。しかしながら決勝のサイム・ダービーFC戦では監督のボヤン・ホダクがノーシャールル・イドラン・タラハとモハマド・ガダルの二人をアタッカーとして選出したため、出場機会もなく1-0での敗北を喫した。
5月23日には、AFCカップ2012でトレンガヌFAと対戦、4分と17分に得点を入れて3-2での勝利に大きく貢献した。因みにもう1点はモハマド・リザル・ファーミ・アブドゥル・ロシドが44分に獲得した。雷雲が通り過ぎた後の濡れた滑りやすいコンディションでの対戦であったが、点数的優位を獲得するのには僅か4分しかかからなかった。ガーナ人のストライカー、デニー・アンティからのパスを受けた彼はシャルビニー・アラウィーを易々と躱した。2得点目もデニー・アンティからのパスが起点となり、2点目を勝ち取った。ハーフタイム前の44分にはモハマド・リザール・ファハミー・アブドゥル・ロシードが30ヤードのフリーキックを決めて3-0とした。後半になるとトレンガヌFAも反撃し、イスマーイール・ファルキ・アシャーリが56分、フランシス・ドーが83分に得点を入れて3-2となった。勝利したケランタンFAはアルビールSCと対戦したものの、合計6-2で敗北し、ここで姿を消した。
10月15日にはマレーシアカップの準決勝第1試合のセランゴールFA戦の62分に決勝弾を撃ちこんだ。しかし、第2試合で2枚目のイエローカードを貰ってしまった彼は、クラブは決勝に進出したもののATM FA戦には出場できなかった。
2013年11月28日にはクイーンズランド・スポーツ・アカデミーとのプレシーズンマッチを行い、ここで彼とモハマド・カイルル・イズアン・ロスリ、モハマド・アリス・ザイディが得点し、3-0で勝利した。

### トレンガヌFA復帰
ケランタンFAが彼に高額での契約延長の打診をしたにも関わらず、彼はトレンガヌFAに復帰した。

## 代表歴
代表初出場となったのは2006年5月31日に行われたシンガポール代表との一戦である。また、2006年アジア競技大会にもU-23代表として出場している。
また、AFCアジアカップ2007に出場した。控えの選手であったが、2試合に出場した。その後、2007年ムルデカ大会ではミャンマー代表戦で勝利に貢献した。更に、2008 AFFスズキカップにも出場した。
AFCアジアカップ2015予選のカタール代表戦では後半のみの出場となった。この試合は0-2で敗北した。

## 個人成績
2016年4月7日現在
| 国内大会個人成績 | 国内大会個人成績 | 国内大会個人成績 | 国内大会個人成績 | 国内大会個人成績             | 国内大会個人成績 | 国内大会個人成績 | 国内大会個人成績 | 国内大会個人成績 | 国内大会個人成績 | 国内大会個人成績 | 国内大会個人成績 |
| 年度             | クラブ           | 背番号           | リーグ           | リーグ戦                     | リーグ戦         | リーグ杯         | リーグ杯         | オープン杯       | オープン杯       | 期間通算         | 期間通算         |
| 年度             | クラブ           | 背番号           | リーグ           | 出場                         | 得点             | 出場             | 得点             | 出場             | 得点             | 出場             | 得点             |
| マレーシア       | マレーシア       | マレーシア       | マレーシア       | リーグ戦                     | リーグ戦         | マレーシア杯     | マレーシア杯     | FA杯             | FA杯             | 期間通算         | 期間通算         |
| ---------------- | ---------------- | ---------------- | ---------------- | ---------------------------- | ---------------- | ---------------- | ---------------- | ---------------- | ---------------- | ---------------- | ---------------- |
| 2005-06          | トレンガヌ       |                  | プレミア         | 24                           | 11               | 8                | 6                | 6                | 2                | 38               | 19               |
| 2006-07          | トレンガヌ       |                  | スーパー         | 21                           | 8                |                  |                  |                  |                  |                  |                  |
| 2007-08          | PDRM             |                  | スーパー         | 24                           | 9                |                  |                  |                  |                  |                  |                  |
| 2009             | ケランタン       |                  | スーパー         | 26                           | 7                | 11               | 0                | 8                | 0                | 45               | 7                |
| 2010             | ケランタン       |                  | スーパー         | 19                           | 5                |                  |                  |                  |                  |                  |                  |
| 2011             | Tチーム          |                  | スーパー         | 22                           | 5                | 8                | 4                | 1                | 0                | 31               | 9                |
| 2012             | ケランタン       |                  | スーパー         | 24                           | 6                | 10               | 5                | 6                | 5                | 40               | 16               |
| 2013             | ケランタン       |                  | スーパー         | 19                           | 6                | 11               | 3                | 6                | 2                | 36               | 11               |
| 2014             | トレンガヌ       |                  | スーパー         | 19                           | 7                |                  |                  |                  |                  |                  |                  |
| 2015             | ケランタン       |                  | スーパー         |                              | 6                |                  |                  |                  |                  |                  |                  |
| 2016             | ケランタン       |                  | スーパー         |                              |                  |                  |                  |                  |                  |                  |                  |
| 通算             | マレーシア       | マレーシア       | スーパー         | \|\|\|\|\|\|\|\|\|\|\|\|\|\| |                  |                  |                  |                  |                  |                  |                  |
| 通算             | マレーシア       | マレーシア       | プレミア         | 24                           | 11               | 8                | 6                | 6                | 2                | 38               | 19               |
| 総通算           | 総通算           | 総通算           | 総通算           | \|\|\|\|\|\|\|\|\|\|\|\|\|\| |                  |                  |                  |                  |                  |                  |                  |

## タイトル

### クラブ
ケランタンFA
- マレーシア・スーパーリーグ: 2012

準優勝: 2010
- マレーシアカップ: 2010, 2012

準優勝: 2009, 2013
- ピアラFAマレーシア: 2012, 2013

準優勝: 2009, 2015
- スルタン・ハジ・アフメド・シャー・カップ

準優勝: 2012

### 個人
- マレーシアサッカー協会最優秀若手選手賞: 2005-06
- マレーシアサッカー協会最優秀ストライカー: 2013, 2014